# Бруно Кремер
Бруно́ (Брюно́) Жан Марі́ Креме́р (фр. Bruno Cremer; 6 жовтня 1929, Сен-Манде, Франція — 7 серпня 2010, Париж, Франція) — французький актор. Відомий інтерпретацією образу комісара Мегре у телевізійному серіалі, який стартував у 1991 році та завершився у 2005 році.

## Біографія та кар'єра
Народився 6 жовтня 1929 року в Сен-Манде (департамент Валь-де-Марн у Франції). Вирішив вибрати професію актора у 12-річному віці. Відразу після закінчення школи вирушив підкорювати Париж; там сподівався здійснити свою заповітну мрію — стати актором. Завжди був упевнений, що досягне успіху саме на цьому терені; мати підтримувала прагнення сина. 
Закінчив Вищу національну консерваторію драматичного мистецтва у Парижі, тривалий час  служив у театрі. Славу йому принесли театральні постановки — «Перикл» Шекспіра, «Ідеальний чоловік» Оскара Уайльда та дві п'єси Жана Ануя — «Бідолаха Біто, або Вечеря голів» та «Беккет, або Честь Божа».
У кіно дебютував у 1952 році роллю у фільмі «Довгі зуби». У 1957 році актор знявся у стрічці «Пошліть жінку туди, де не впорається диявол» за участю ще Алена Делона. Всього за час своєї кар'єри актор зіграв у понад 120 фільмах, працював із Франсуа Озоном, Лукіно Вісконті, Клодом Лелушем, Рене Клеманом та іншими відомими режисерами.
Серед найкращих кіноролей Кремера роботи у фільмах «Викрадення у Парижі» (1972, реж. Ів Буассе), «Приватний детектив» (1976, реж. Філіп Лабро), «Чи горить Париж?» (1966, реж. Рене Клеман) та «Під піском» (2000, реж. Франсуа Озон).
Найбільшу популярність Кремеру принесла роль поліційного комісара Мегре, героя численних романів Жоржа Сіменона. Французьке телебачення демонструвало фільми про розслідування Мегре з 1991 по 2005 роки. Загалом Кремер знявся у 54 серіях. Серіал вважається найвдалішою екранізацією романів Жоржа Сіменона. У італійському серіалі «Спрут» Бруно Кремер виконав роль мафіозі Антоніо Еспінози у 4-му, 5-му та 6-му сезонах.
У 2000 році Бруно Кремер опублікував автобіографічну книгу «Un certain jeune homme» («Молодий чоловік»).

## Особисте життя
У 1984 році Бруно Кремер одружився; у нього і його дружини психіатра Шанталь було дві доньки. Від попереднього шлюбу у Кремера є син Стефан, який став письменником.
Кремер помер 7 серпня 2010 року в одній з паризьких лікарень; останні роки життя він хворів на рак язика, яке спричинило паління сигар. Поховано Бруно Кремера на цвинтарі Монпарнас у Парижі. Президент Франції Ніколя Саркозі назвав актора «найпомітнішою і яскравою фігурою французького кіно», прем'єр-міністр Франсуа Фійон нагадав, що Кремер, який мав «численні таланти», під час роботи був украй вимогливий до самого собе. Міністр культури Фредерік Міттеран сказав, що країна «втратила великого актора».

## Визнання
У 1990 році на Міжнародному кінофестивалі у Намюрі (Франція) Кремер відзначений премією «Золотий Буайярд» за роль у фантастичному фільмі режисера Бертрана Ван Еффентерре «Метушня» (фр. Tumultes, 1990).
У грудні 2003 року ушанований званням офіцера ордену Почесного легіону.

## Ролі у тетрі
- 1952: «Робінзон» (Robinson) (Ж. Суперв'єй), театр l'Œuvre[fr]
- 1953: «Річард II» (Richard II) (Вільям Шекспір)
- 1955: «Ідеальний чоловік» (Un mari idéal) (Оскар Уайльд), театр l'Œuvre[fr]
- 1956: «Четтертон» (Chatterton) (А.де Віньї), театр l'Œuvre[fr]
- 1956: «Бідолаха Біто, або Вечеря голів» (Pauvre Bitos ou le Dîner de têtes) (Жан Ануй), театр Монпарнас[fr]
- 1957: «Бідолаха Біто, або Вечеря голів» (Pauvre Bitos ou le Dîner de têtes) (Жан Ануй), Театр Єлисейських полів
- 1957: «Перикл, князь Тира» (Péricles, prince de Tyr) (Вільям Шекспір), театр Ambigu-Comique[fr]
- 1958: «Будинок розбитих сердець» (La Maison des cœurs brisés) (Бернард Шоу), l'Œuvre[fr]
- 1958: «Сторонній на острові» (L'Étrangère dans l'île) (Ж. Сорія), Театр Єлисейських полів
- 1959: «Бекет, або Честь Господа» (Becket ou l'Honneur de Dieu) (Жан Ануй), театр Монпарнас[fr]
- 1971: «Альфа Бета» (Alpha beta) (Е. А. Вайтхед), театр Antoine[fr]
- 1981: «Схильність» (Bent) (М. Шерман), Паризький театр[fr]
- 1997: «Після репетиції» (Après la répétition) (Інгмар Бергман), театр Ренесанс[fr]